# الغواصة الألمانية يو-89 (1941)
غواصة يو-89  غواصة يو ألمانية من الفئة السابعة بي بنيت لسلاح بحرية ألمانيا النازية كريغسمارينه، في أحواض بناء السفن فليندر فيرك خلال الحرب العالمية الثانية.